# 女子クリケット・ワールドカップ
女子クリケット・ワールドカップ（じょしクリケット・ワールドカップ、英: Women's Cricket World Cup）は、国際クリケット評議会が主催する、女子ナショナルチームによるクリケットの世界選手権である。2005年大会以来、男子ワールドカップの中間年に開催されている。ただ男子の大会が1975年に始まったのに対し、女子の大会はその2年前に第1回大会が開催されており、歴史は女子のほうが長い。

## 歴代大会結果
| 1973 詳細 | イングランド        | （7チーム総当たり制）              | イングランド                              | 5勝1敗                                        | オーストラリア                            |   |  |
| 1978 詳細 | インド              | （4チーム総当たり制）              | オーストラリア                            | 3勝0敗                                        | イングランド                              |   |  |
| 1982 詳細 | ニュージーランド    | ランキャスター・パーク             | オーストラリア 152/7 (59 overs)           | 3ウィケット差でオーストラリアの勝ち Scorecard | イングランド 151/5 (60 overs)             |   |  |
| 1988 詳細 | オーストラリア      | メルボルン・クリケット・グラウンド | オーストラリア 129/2 (44.5 overs)         | 8ウィケット差でオーストラリアの勝ち Scorecard | イングランド 127/7 (60 overs)             |   |  |
| 1993 詳細 | イングランド        | ローズ・クリケット・グラウンド     | イングランド 195/5 (60 overs)             | 67ラン差でイングランドの勝ち Scorecard        | ニュージーランド 128 all out (55.1 overs) |   |  |
| 1997 詳細 | インド              | イーデン・ガーデンズ               | オーストラリア 165/5 (47.4 overs)         | 5ウィケット差でオーストラリアの勝ち Scorecard | ニュージーランド 164 all out (49.3 overs) |   |  |
| 2000 詳細 | ニュージーランド    | バート・サトクリフ・オーバル       | ニュージーランド 184 all out (48.4 overs) | 4ラン差でニュージーランドの勝ち Scorecard     | オーストラリア 180 all out (49.1 overs)   |   |  |
| 2005 詳細 | 南アフリカ共和国    | スーパースポート・パーク           | オーストラリア 215/4 (50 overs)           | 98ラン差でオーストラリアの勝ち Scorecard      | インド 117 all out (46 overs)             |   |  |
| 2009 詳細 | オーストラリア      | ノースシドニー・オーバル           | イングランド 167/6 (46.1 overs)           | 4ウィケット差でイングランドの勝ち Scorecard   | ニュージーランド 166 all out (47.2 overs) |   |  |
| 2013 詳細 | インド              | ブレイボーン・スタジアム           | オーストラリア 259/7 (50 overs)           | 114ラン差でオーストラリアの勝ち Scorecard     | 西インド諸島 145 all out (43.1 overs)     |   |  |
| 2017 詳細 | イングランド        | ロンドン                           | イングランド · 228/7 (50 overs)           | 9ラン差でイングランドの勝ち scorecard         | インド · 219 (48.4 overs)                 |   |  |
| 2022      | ニュージーランド    | クライストチャーチ                 | オーストラリア · 356/5 (50 overs)         | 71ラン差でオーストラリアの勝ち                | イングランド · 285 all out (43.4 overs)   |   |  |
| 2025      | インド · スリランカ | To be confirmed                    | To be confirmed                           | To be confirmed                               | To be confirmed                           | 8 |  |